# Graffiti (Hörfunksendung)
Graffiti war eine Musiksendung des WDR 1, dem Vorläufer des heutigen Hörfunksenders 1 Live. Die Musiksendung startete 1984 und widmete sich vornehmlich unabhängigen Musikproduktionen aus dem Punk-, Wave-, Elektronik- und Crossover-Umfeld.
Bis Ende 1986 wurde Graffiti von Günther Janssen moderiert. Anschließend löste Thomas Elbern (bekannt als Musiker bei Pink Turns Blue und Escape With Romeo) Janssen ab und moderierte die Sendung bis zu ihrer Absetzung im Jahr 1995. Elbern achtete stets darauf, 25 bis 30 Prozent seines Programms der Independent-Musik aus dem deutschen Raum zu widmen, was zu jener, von der englischen und amerikanischen Musik dominierten Zeit ungewöhnlich war, und unterstützte damit den innerdeutschen Independent-Nachwuchs.
Graffiti wurde anfangs wöchentlich am Dienstag, später im zweiwöchentlichen Rhythmus mit längerer Sendezeit ausgestrahlt. Mit der Umgestaltung des WDR 1 zu 1 Live wurde die Sendung eingestellt.